# Forcipiger flavissimus
Forcipiger flavissimus is een straalvinnige vissensoort uit de familie van de koraalvlinders (Chaetodontidae). De wetenschappelijke naam van de soort werd in 1898 gepubliceerd door Jordan & McGregor.
De soort staat op de Rode Lijst van de IUCN als niet bedreigd, beoordelingsjaar 2009. De omvang van de populatie is volgens de IUCN stabiel.
Forcipiger flavissimus is een populaire aquariumvis.

## Beschrijving
Forcipiger flavissimus komt voornamelijk voor in Zuidoost-Azië en heeft een verspreidingsgebied dat grote delen van de Indische Oceaan en Grote Oceaan beslaat. De soort wordt vaak verward met zijn nauwe verwant Forcipiger longirostris die in hetzelfde gebied voorkomt. Het verschil tussen de soorten is het best zichtbaar in de lengte van de snuit en de kleur van de ogen. Forcipiger longirostris heeft een beduidend langere snuit dan zijn verwante soort en het oog is volledig zwart gekleurd. Bij Forcipiger flavissimus is de snuit korter en is het onderste gedeelte van het oog wit gekleurd. Een derde soort, Forcipiger wanai, onderscheidt zich door het hebben van grijsbruin gekleurde flanken die bij de andere twee soorten ontbreken.